# Nelson Loyola
Nelson Loyola, född den 3 augusti 1968, är en kubansk fäktare som tog OS-brons i herrarnas lagtävling i värja i samband med de olympiska fäktningstävlingarna 2000 i Sydney.